# Tulio Bayer
Tulio Bayer Jaramillo (Riosucio, Caldas, 18 de enero de 1924-París, 27 de junio de 1982) fue un médico, escritor y guerrillero colombiano.

## Biografía
Nacido en Riosucio (Caldas). Hijo de Rafael María Bayer y Elisa Jaramillo. Se casó en tres oportunidades. Realizó sus estudios de secundaria en Manizales (Caldas), estudió medicina en la Universidad de Antioquia en Medellín, de donde salió graduado en 1950. Trabajo como médico del Ejército Nacional en Antioquia, donde se negaría a certificar muertes por malaria, cuando en realidad eran campesinos asesinados por su filiación política. Ejerció como profesor de Física Médica en la naciente Facultad de Medicina de Caldas. Fue secretario de Salud Pública de Manizales, donde investigó la leche adulterada, por lo cual fue destituido. Trabajo en el Hospital Santa Clara de Bogotá, y se especializó en Farmacología en Estados Unidos. A su regreso al país tuvo un consultorio en Manizales y trató el tema de la prostitución, trabajo en Puerto Leguízamo (Putumayo), participó en eventos científicos, trabajo en los Laboratorios CUP donde denunció la falsificación de medicamentos y en 1958 empieza a ejercer como médico rural en Puerto Carreño (Vichada). Para 1961 es nombrado Cónsul ad honoren en Puerto Ayacucho (Venezuela), donde se casó por tercera vez. 

“Los profesionales colombianos tenemos que asumir una posición ante el destino de nuestro pueblo”
Tulio Bayer, 1977

Tras hacer defensa de los derechos de los pueblos indígenas, por lo cual fue destituido de su cargo, estableció contacto con Rosendo Colmenares, alias Minuto, veterano de las guerrillas liberales, con quien participó en el desarme de infantes de marina en el puesto de Santa Rita (Vichada) en septiembre de 1961; la emboscada a un camión militar en la zona de Cumaribo, donde murió un médico del Ejército Nacional y dejaron a tres militares heridos, y en la toma a la población de Puerto López (Meta) en octubre de 1961. Este alzamiento coincide con el surgimiento del Movimiento Estudiantil Obrero y Campesino (MOEC).
El Ejército Nacional organizó el Plan Ariete contra los insurgentes dirigido por el coronel Álvaro Valencia Tovar. En diciembre de 1961 fue detenido y conducido a la Base Militar de Apiay en Villavicencio (Meta) y luego recluido en la Cárcel Modelo de Bogotá por rebelión durante dos años. Al ser dejado en libertad intentó crear un nuevo Frente Guerrillero en la Sierra Nevada de Santa Marta, el cual fue desarticulado por el Ejército Nacional y debió buscar asilo en México, de donde viajaría a Cuba (donde se reunió con Fidel Castro y Ernesto Che Guevara), Checoslovaquia y finalmente se establece en París en 1967, donde trabajo como traductor y participó en movilizaciones de denuncia por la violación a los derechos humanos cometidos por el gobierno de Julio César Turbay Ayala.

## Obras
- El levantamiento del Vichada
- De mi vida guerrillera. A propósito de un Coronel Enemigo
- Carretera al mar (1960)[14]
- Carta Abierta a un analfabeta político (1977)[15]
- Gancho ciego, 365 noches y una misa en la cárcel Modelo (1978)[16]
- San BAR, vestal y contratista (1978)[17][18]